# Calandre (automobile)
Pour les articles homonymes, voir Calandre.
 (octobre 2021).
Si vous disposez d'ouvrages ou d'articles de référence ou si vous connaissez des sites web de qualité traitant du thème abordé ici, merci de compléter l'article en donnant les références utiles à sa vérifiabilité et en les liant à la section « Notes et références ».

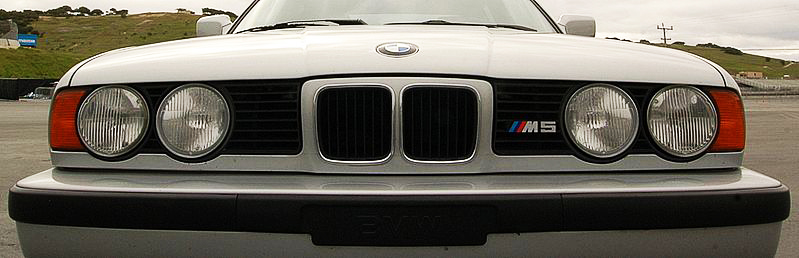
La calandre distinctive BMW en forme de double haricot sur une E34 M5.

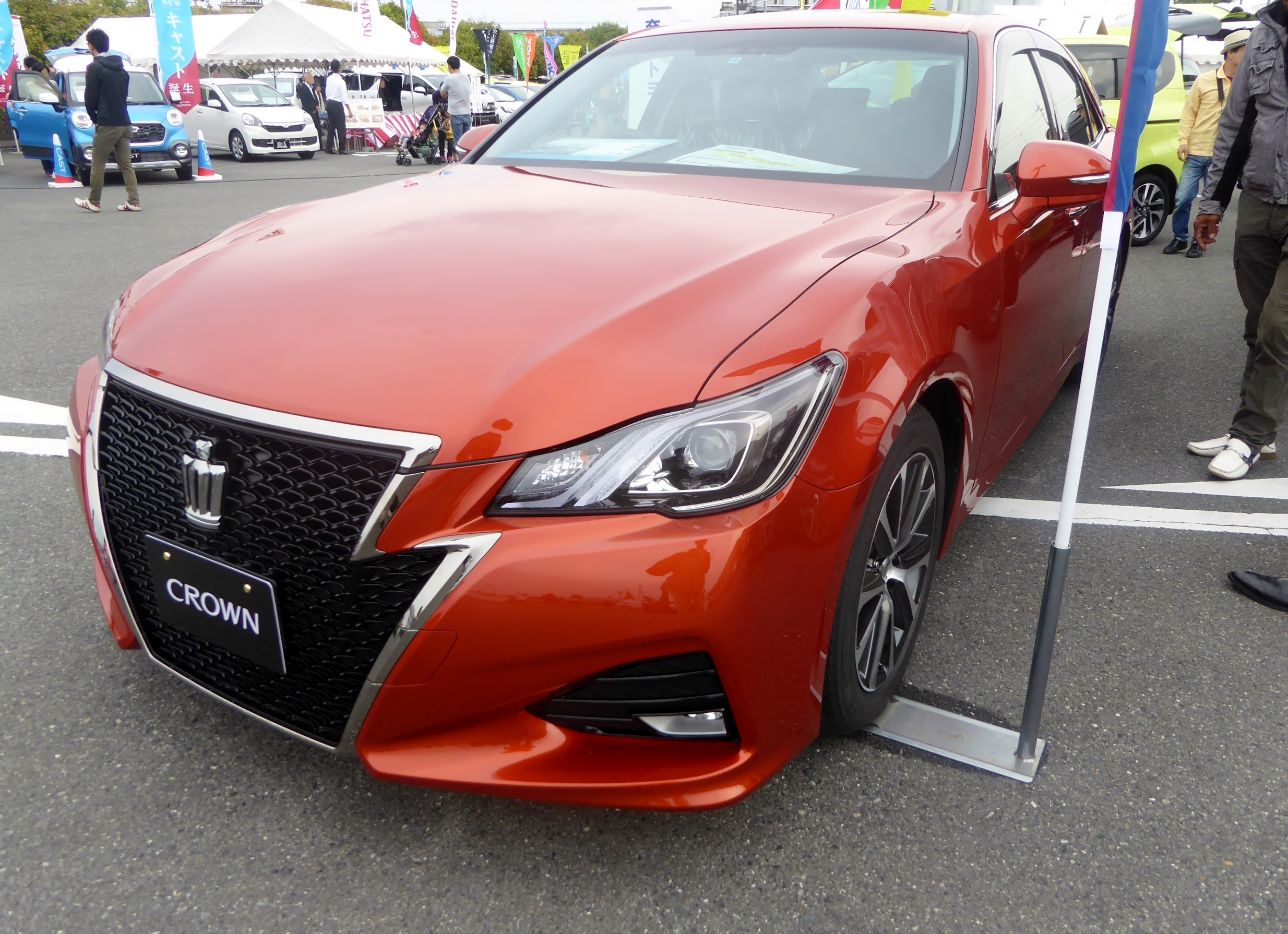
Calandre « couronne » stylisée sur une Toyota Crown.

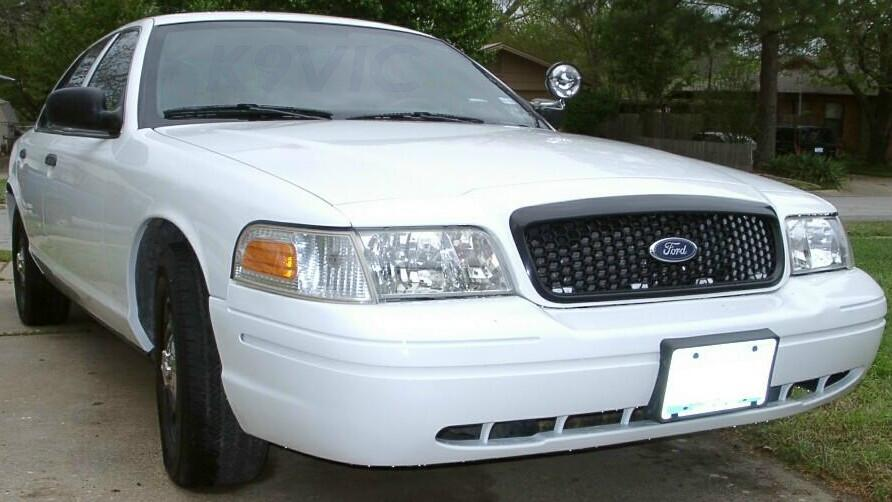
Calandre noire en nid d'abeille sur une Crown Victoria Police Interceptor.

Dans l'industrie automobile, une calandre couvre une ouverture dans la carrosserie d'un véhicule pour permettre une entrée d'air. La plupart des véhicules disposent d'une calandre à l'avant du capot pour protéger le radiateur et le moteur. Merriam-Webster décrit les calandres comme « un réseau formant une barrière ou un écran; en particulier une extrémité ornementale avant d'une automobile. » D'autres placements communs de la calandre sont sous le pare-chocs avant, à l'avant des roues (pour refroidir les freins), dans la cheminée de ventilation de la cabine ou sur le couvercle du coffre arrière (véhicules à moteur arrière).

## Conception
La calandre d'un véhicule à moteur a un rôle important quand il s'agit d'attirer les acheteurs. La fonction principale de la calandre est l'admission de l'air de refroidissement au radiateur de la voiture. Cependant, l'aspect du véhicule « est beaucoup plus important que de savoir si les caractéristiques de conception servent vraiment. » Étant l'un des principaux composants visuels à l'avant des véhicules, « un dessin inspiré de la calandre en fait une voiture attrayante et façonne son identité en la liant à l'histoire et à la réputation du constructeur automobile ».

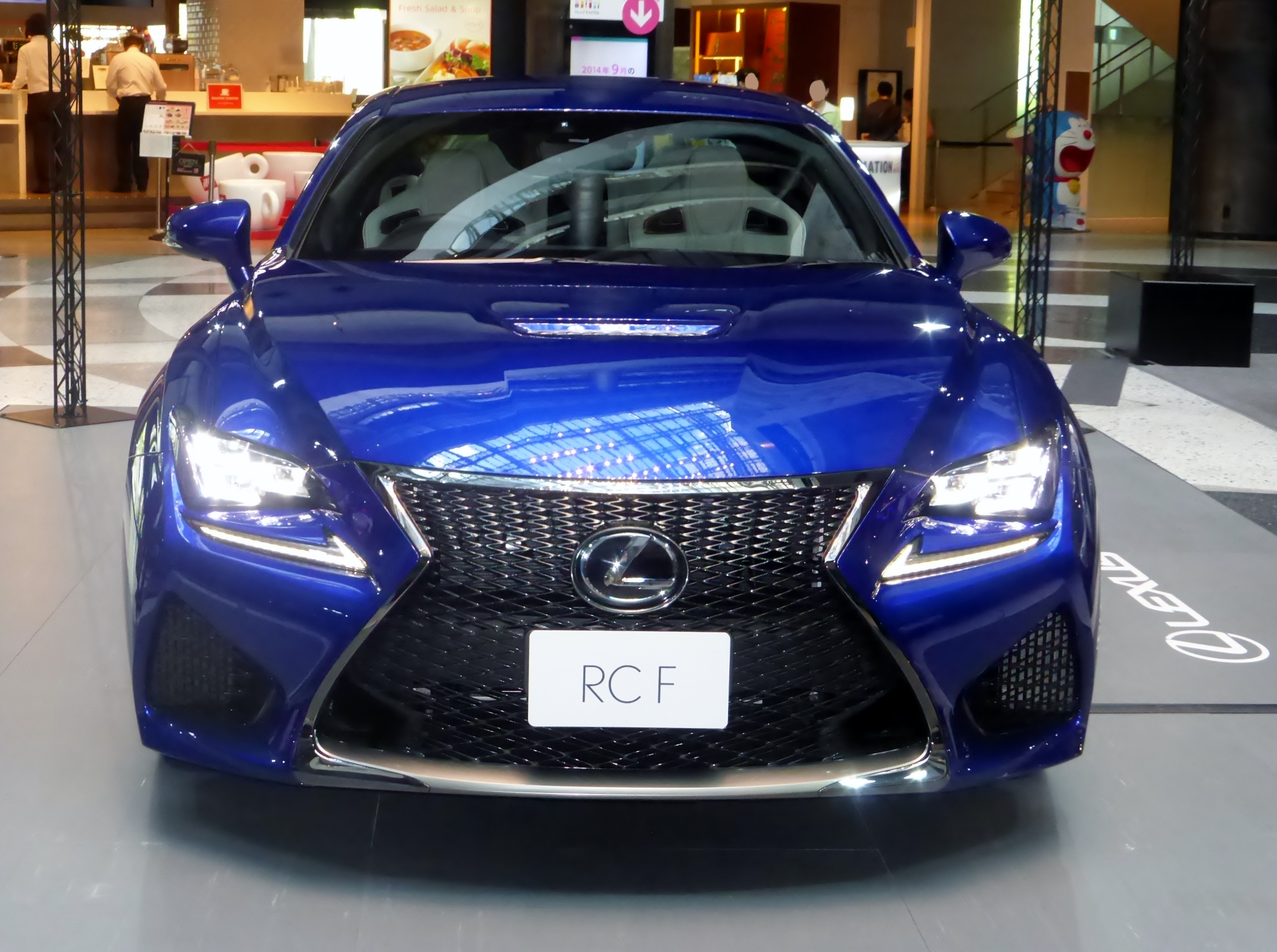
La calandre « enclume » de la Lexus RC-F caractéristique du style Lexus depuis le concept-car LF-Gh de 2011.

Actuellement, de grandes calandres sont principalement esthétiques. La calandre est souvent un élément de style distinctif et de nombreuses marques l'utilisent comme élément d'identification principale. Par exemple, Jeep a enregistré sa calandre à six barres.
Rolls-Royce est connu pour organiser les barres de sa calandre à la main afin de s'assurer qu'elles apparaissent parfaitement à la verticale à l'image des colonnades grecques dont elles s'inspirent. Les Bugatti  se reconnaissent à leur calandre en fer à cheval, les BMW à leurs narines (dites aussi reins ou haricots), les Rover à leurs dents chromées, les Mitsubishi avec le style avion de chasse de leurs voitures 2008 Lancer et Lancer Evo X, les Dodge avec la croix à barre, les Alfa Romeo à leur scudetto en V, les Volvo à leur barre inclinée, les Nissan en forme de trapèze chromé, les Mazda en forme de moteur rotatif, les Audi récentes avec une calandre en deux pièces paraissant n'en faire qu'une, les calandres divisées horizontalement des Pontiac et la calandre anti-volatiles sur les dernières Plymouth. L'insolite calandre de la Plymouth Barracuda 1971 est connue comme la râpe à fromage. La calandre à trois barres apparue sur les Ford Fusion en 2006, a acquis un caractère distinctif. Porsche, un fabricant de voitures à refroidissement à air, continue à minimiser l'importance d'une « calandre » sur les véhicules modernes à refroidissement à eau de la marque.

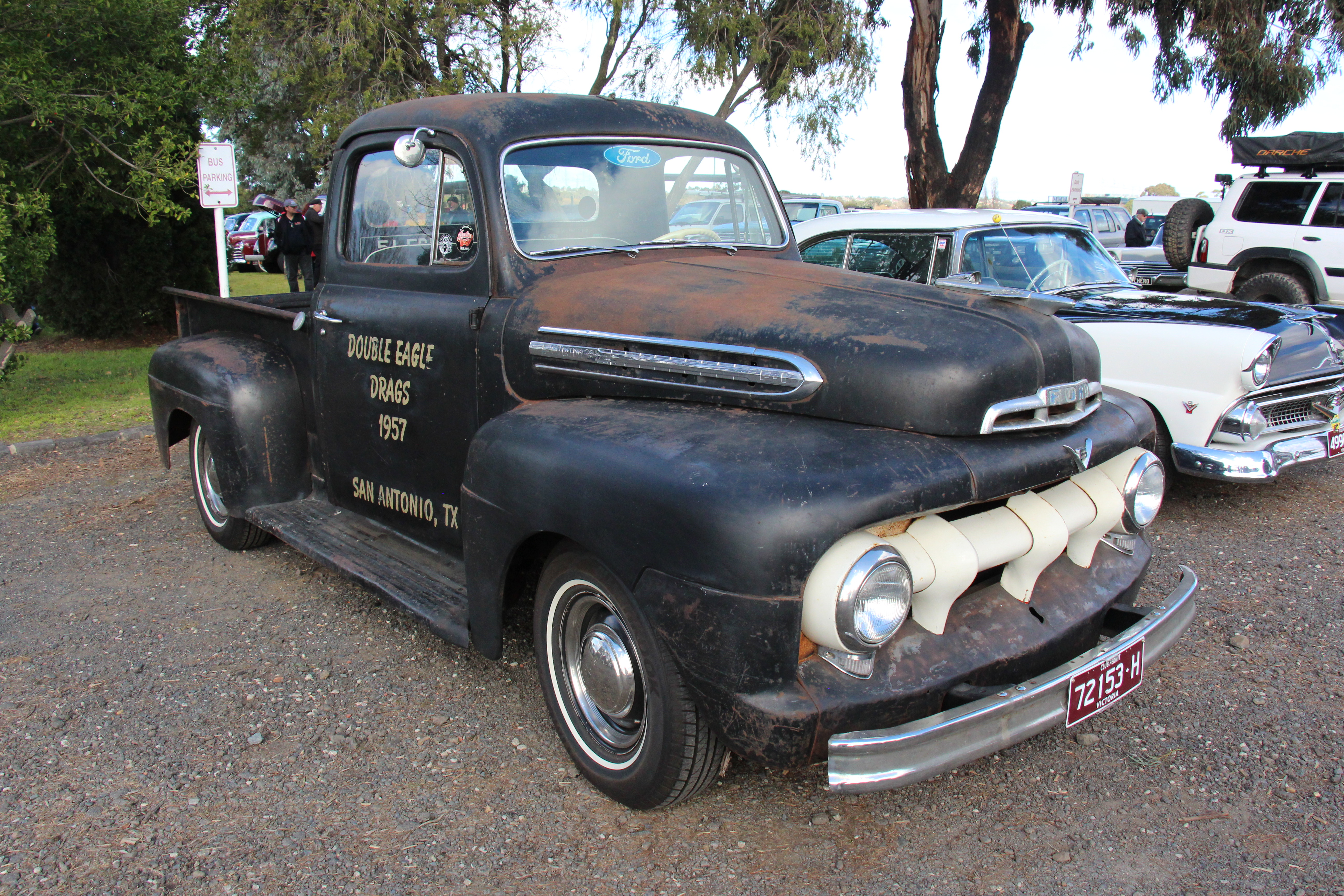
La grosse calandre peinte en blanc au-dessus du pare-chocs est caractéristique des Ford F-1 modèles 1951 et 1952. Les deux petites calandres sur le haut du capot des millésimes précédents ont été remplacées par une simple.

Le modèle de style contraire se produit également. À partir de la fin des années 1930, Cadillac alternerait son modèle de barres horizontales avec divers modèles de barres croisées comme moyen simple de rendre la voiture nouvelle d'année en année, car cette marque n'avait pas de forme de calandre standard. Parfois, il existe une sorte de tendance de la mode dans les barres de calandre. Par exemple, au début de la Seconde Guerre mondiale, de nombreux constructeurs automobiles américains ont généralement changé pour des barres de calandre moins nombreuses et plus épaisses.
Une calandre à billettes est une pièce détachée disponible chez les accessoiristes pour améliorer le style ou la fonction de la calandre d'origine OEM. Elles sont généralement fabriquées à partir de barres d'aluminium de qualité aéronautique, même si certaines sont usinées CNC à partir d'une feuille d'aluminium épaisse.
On voit des calandres modifiées ou personnalisées ("customisées"), en montant la calandre d'une autre voiture, par exemple. Même des feuilles de métal à trous de ventilation vendues pour des réparations ont été trouvées remplissant l'ouverture de la calandre de voitures personnalisées.

## Types de calandres

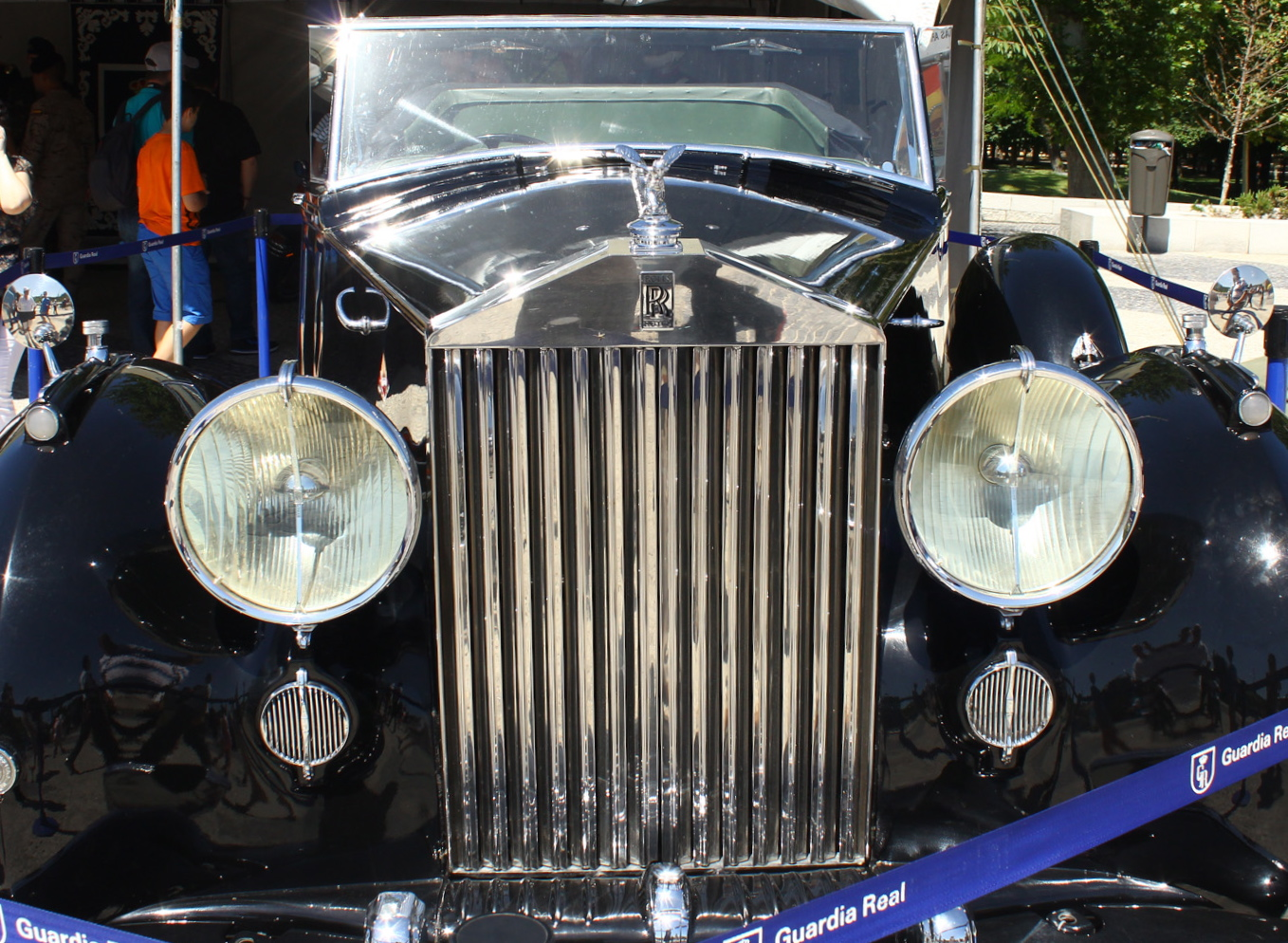
Rolls-Royce Phantom IV de 1952 avec la calandre emblématique de style Parthénon. Les surfaces supérieures et avant semblent plates mais sont en fait convexes de quelques millièmes, de sorte qu'elles vont paraître à plat, en conformité avec les principes de conception des anciens Grecs.

### Par emplacement de montage sur la carrosserie de la voiture
- Calandre de radiateur
- Calandre jupes de pare-chocs (avant et arrière) ;
- Grilles de ventilation (freins) ;
- Calandre sur le capot (permettant le passage d'air d'un intercooler) ;
- Calandres de toit ou de coffre (véhicules à moteur arrière) ;

### Par style
L'industrie américaine de pièces de remplacement définit deux grands styles de calandres:
- Calandres d'origine. Ces calandres ne montrent aucune différence avec celles fabriquées par les producteurs automobiles, elles sont simplement moins chères.
- Style personnalisé. Elles sont produites en petites quantités et en un assortiment varié de matériaux.

### Par méthode de fixation
- Style boulonné par-dessus

Dans cette méthode d'installation, la calandre se boulonne simplement sur la calandre existante. Cette méthode ne nécessite pas de perçage ou de découpe de la calandre d'origine. Des boulons cachés, des crochets et/ou des pinces sont utilisés pour cette installation simple. L'inconvénient est qu'il peut ne pas sembler aussi propre que le remplacement, parce que l'on peut toujours voir la calandre d'origine en dessous. Ces calandres sont très vite installées.
- Style de remplacement

La calandre d'origine doit être retirée en premier et ensuite la calandre de remplacement doit être montée à sa place. Du forage et, parfois, de la découpe sont nécessaires pour cette méthode. Les instructions d'installation sont toujours fournies par le fabricant, mais sauf si vous êtes bricoleur, vous devrez confier cette tâche à un garagiste professionnel.

### Histoire

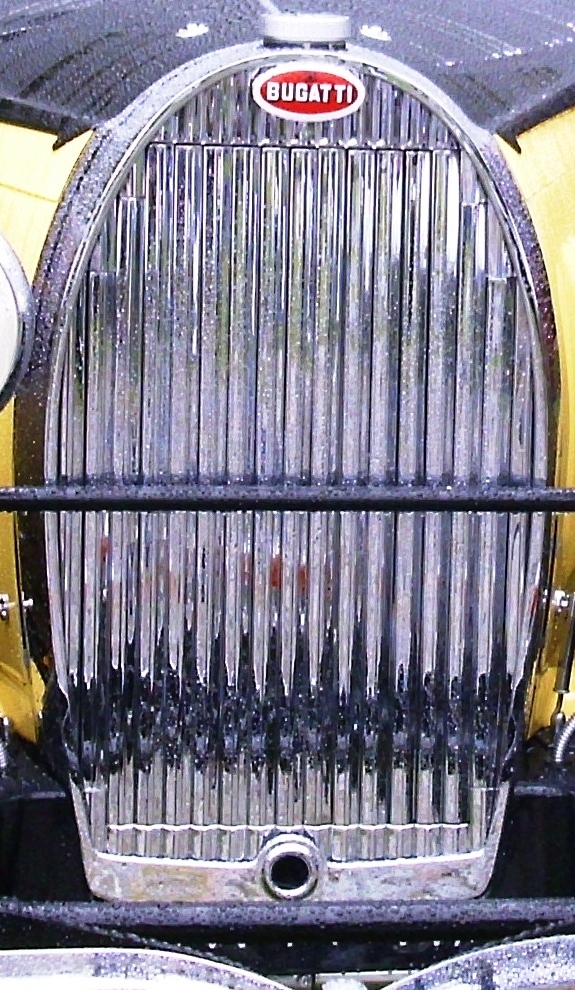
Bugatti Type 57 de 1934, grille de calandre Stelvio.

La forme des calandres a évolué de concert avec les progrès de l'automobile. Cet élément est apparu sur les automobiles autour de 1900 pour protéger le radiateur des obstacles et jets de pierre qui auraient pu le percer. On pouvait se passer de calandre en rejetant le radiateur derrière le moteur, protégé lui par un capot plongeant dit "crocodile". Ce nom cocasse que les Anglo-saxons ont adapté en alligator lui venait de ce que ce type de capot s'ouvrait d'un seul tenant, comme la gueule d'un saurien, au contraire de ceux de la plupart des voitures de l'époque - en "nez de cochon" - qui s'ouvraient en deux parties latérales. Le capot crocodile fut choisi un temps par Renault, Clément-Bayard ou de Dion-Bouton par exemple.
Les carrossiers hippomobiles et les premiers constructeurs automobiles à leur suite signaient leur travail sur le cabochon ou l'écrou de moyeu, laissant au propriétaire de la voiture le soin de faire peindre ses armoiries ou son chiffre sur les portes ou les flancs de la caisse. La réclame triomphante de la Belle époque et l'industrialisation rapide de la production automobile ont fait migrer la marque de fabrique du moyeu à la calandre, position privilégiée depuis qu'elle n'était plus occultée par la croupe d'un cheval. Panhard & Levassor a donc commencé d'apposer son monogramme "PL" sur ses calandres pour se distinguer d'une concurrence de plus en plus active, qui s'est empressée de faire de même. Pour être reconnues au premier coup d'œil, les firmes automobiles ont non seulement soudé leur nom, initiales ou emblème sur la calandre, mais aussi fait dessiner une forme de calandre (ou de capot) qui leur était particulière, et dont elles ont déposé le brevet pour s'en réserver l'usage exclusif : Louis Renault a fait condamner Jean-Marie Corre des automobiles Corre-La Licorne pour s'être inspiré de la forme de ses capots crocodile. Et Rolls-Royce a obtenu justice de Sizaire-Berwick qui avait le premier déposé le brevet d'une calandre façon temple grec, mais en copiant sa célèbre devancière. Une Brasier se reconnaissait aux courbes de sa tête de calandre, une Delaunay-Belleville à sa calandre ronde, une Salmson à sa grille ornée d'un grand X, une Sizaire & Naudin au cylindre posé sur le capot... Si certaines firmes ont fait évoluer la forme de leur calandre au gré des modes, d'autres l'ont conservée quasi intacte sur la durée, comme Bugatti qui ne voulait pas se départir de leur forme en fer à cheval (tout comme la montre personnelle d'Ettore Bugatti), la Daimler britannique à la calandre ondulée depuis 1904, Voisin et son V inversé, Volvo et Georges Irat et leurs calandres barrées en écharpe. Les catalogues des constructeurs, leurs affiches comme leurs réclames dans la presse reprenaient à l'envi le motif de leur calandre, marque de fabrique la plus identifiable par le grand public à une époque où les carrosseries étaient sous-traitées chez des carrossiers extérieurs. Les revues automobiles mais aussi des illustrés pour les enfants proposaient à leurs lecteurs des jeux pour apprendre à reconnaître les marques à leur calandre.
Au XXIe siècle comme au précédent, les marques européennes de niche sont les plus attentives à conserver leur emblématique intacte, y compris leur calandre particulière, dont les marques Aston-Martin, Bugatti, Maserati et Rolls-Royce. Les grands constructeurs ont bien une politique d'harmonisation de leurs gammes par l'adoption d'une calandre "maison", mais celle-ci fluctue pour coller au goût du public. Ainsi Audi, Ford, DS, Hyundai ou Dacia ont repris la calandre chanfreinée de Darracq puis Talbot, à l'abandon depuis 1960.
L'identification de certaines firmes passait plutôt par le choix d'un bouchon de radiateur en cimier ou mascotte. Cet emblème a pu parfois s'imposer au détriment de l'écusson ou la forme de la calandre, comme la fameuse cocotte Voisin, la cigogne de Guynemer des Hispanos, le Pégase des Amilcar ou l'étoile à trois branches des Mercedes. Mais la marque de fabrique - le logo - qui a prévalu chez la plupart des constructeurs est l'écusson que ceux-ci ont fixé au sommet de leur calandre, ou à défaut sur leur capot crocodile. Les établissements Georges Richard sont l'une des toutes premières firmes à avoir émaillé de couleurs vives leur écusson au trèfle à quatre feuilles, conservé plus tard par Brasier. Cet exemple fit vite école. Tirés de la tradition allégorique alors en vogue, ces écussons, badges ou logos évoquent la chance (roue ailée, trèfle à quatre feuilles, as de trèfle), la force (lion, éléphant, aigle, athlète, symbole du dieu Mars), l'industrie (roue dentée d'engrenage, chevrons, symbole alchimique du fer), la victoire (couronne de laurier, enseigne romaine, fanion, déesse Niké), la précision (flèche, cible, lance, épée), l'élite (licorne, Minerve, numéro 1, cavalier), le patriotisme (aigle bicéphale, cocarde, chevalier Bayard, Jeanne d'Arc, drapeaux), une figure exotique (sphinx, griffon, tête d'Indien, de Viking) et bien sûr la vitesse (ailes, oiseaux, pétase, Pégase). Les ailes surtout deviendront la tarte à la crème de l'emblématique automobile, en Grande-Bretagne plus qu'ailleurs, après avoir été adoptées avec sa roue de la fortune par le plus gros constructeur mondial de la belle époque : de Dion-Bouton. Copiant le grand rival de ce dernier, Panhard & Levassor, les firmes les moins inspirées s'arrêtent à leurs initiales (Vinot & Deguingand, Rolls-Royce, Rochet-Schneider, Turcat-Méry, Horch, Léon Bollée, Barreiros, Isotta-Fraschini, Hansa-Lloyd) ou à leur seul nom inscrit dans un cadre émaillé ou un cartouche (Pic-Pic, Tatra, Delage, Benjamin, Ceirano, Lanchester, Hurtu, Phänomen). Certaines firmes s'appuient sur leur production industrielle antérieure à leur activité automobile (les canons croisés d'Hotchkiss et d'Ansaldo, la cible de Steyr, l'avion de SAAB, le scarabée ailé de Voisin, les chevrons de Citroën, l'ancre de Ballot, le forgeron de Wikov), un événement de leur histoire industrielle (la locomotive de Berliet, la statue de la liberté de Willème, la grille en losange de Renault) ou les armoiries du lieu où se trouvent leurs usines (Miesse, Rolland-Pilain, Alfa-Romeo, Darl'mat, BMW, Porsche, Borgward, Morris, Peugeot, Hillman, Lorraine-Dietrich). D'autres traduisent leur nom en image, en droite ligne des armes parlantes de l'héraldique (l'aigle d'Adler et d'Aquila Italiana, la couronne d'Imperia, le cheval de Pegaso, l'Aérocarène, La Licorne) ou reprennent dans leur écusson la forme de leur calandre : Pilain, Mors, Ariès, BNC, Vermorel ou Delahaye... On note l'existence de particularismes régionaux, comme les emblèmes sur le thème du tir en Autriche-Hongrie et dans la Thuringe voisine (Skoda, Steyr, Austro-Daimler, Horch), le lettrage à la Fiat autour du Piémont (Fiat, Diatto, Pilain, Fadin), l'association des couleurs mariales blanc/bleu des constructeurs lyonnais (Berliet, Cottin & Desgouttes, Vermorel), une composition toute allemande du monogramme (Maybach, Hansa-Lloyd, Wanderer, Zündapp et plus tard Volkswagen et AWZ), les firmes germaniques ayant aussi une prédilection pour les cercles (Benz, Krupp, Mercedes, Steyr, Auto-Union, BMW), ou encore les emblèmes ailés britanniques - winged badges ou flying letters (Wolseley, Morris, Lagonda, Austin, Bentley, Swallow Sidecar, Commer, Aston-Martin, Morgan, Jensen)... Si les constructeurs européens conservent en majorité les mêmes emblèmes depuis leur création, les faisant évoluer à la marge selon la vogue du temps, les Américains sont souvent plus désinhibés sur ce sujet et peuvent les faire varier du tout au tout selon les consignes de leur service marketing, comme l'ont fait Buick, Chrysler, Dodge, Mercury, Nash, Oldsmobile, Plymouth, Pontiac ou Studebaker...
Dans les années 1910, la calandre en coupe-vent pliée verticalement en deux, plus aérodynamique que la calandre verticale plate, est d'abord apparue chez Métallurgique au salon de Bruxelles de 1908, et sur les voitures de sport Sunbeam, Hispano-Suiza ou Panhard & Levassor. Il est à noter qu'elle succédait à l'étrave sans calandre présente dès 1901 sur les voitures de course de Gardner-Serpollet, puis sur les Gobron-Brillié et les Mors en 1903. Louis Coatalen (pour Sunbeam) et Walter Bentley ont eu au sujet de l'intérêt de l'aérodynamique pour le gain de vitesse en course une dispute restée fameuse.
La forme en coupe-vent créant une faiblesse à la pliure est bientôt renforcée d'une baguette verticale de protection. C'est l'origine des calandres divisées par une baguette centrale conservées ensuite chez Delahaye, BMW, Lancia ou Rover.
La crise des années 1930 avait porté plusieurs entreprises à modifier leurs calandres non pour des motifs aérodynamiques d'économie de carburant et de gain de vitesse, mais pour renforcer l'identification des véhicules de leur marque. Citroën orne la calandre de ses Rosalie puis de ses Tractions (et même la tour Eiffel) d'immenses chevrons qui les barrent et permettent de reconnaître la marque de loin et du premier coup d'œil. Du fait de la crise des années 1930, les petits constructeurs survivants doivent par économie partager la même carrosserie que celle de leurs grands concurrents. Il leur faut donc insister encore plus sur leur pédigrée et cela passe par des baguettes particulières - appelées joncs - apposées sur les calandres des Berliet, Chenard & Walcker ou Delahaye, qui les rendent plus identifiables au moment où les bouchons de radiateur tendent à disparaître. Ce principe se répétera plus tard sur des marques en déficit de notoriété à l'export : Volkswagen choisit par exemple un nouveau type de calandre pour Skoda après l'avoir racheté en 1991.
Au coupe-vent s'ajoute dans les années 1920 la calandre inclinée inspirée de l'aérodynamisme des capots crocodile, d'abord sur les voitures de sport puis dans les années 1930 sur les voitures de tourisme.
Il y avait bien eu le sympathique Kommissbrot d'Hanomag dans les années 1925-28 et les prototypes Škoda 932 et NSU-Porsche 32, mais tout commence vraiment en 1934. Cette année-là, Tatra et Chrysler inaugurent indépendamment une forme de capot arrondi où l'aérodynamisme est le maître-mot et la calandre absente (moteur placé à l'arrière) ou occultée. En Europe centrale, les ingénieurs austro-tchèque Hans Ledwinka et austro-hongrois Paul Jaray (de chez Zeppelin) lancent cette ère nouvelle avec la Tatra 77 issue du prototype V570, qui sera copiée par leur compatriote Ferdinand Porsche pour sa Coccinelle/Käfer Volkswagen. Cette ligne se retrouvera aussi sur la Mercedes-Benz type 130 de Hans Nibel et la Steyr 50, imitée ensuite par l'Adler 2,5 litres. Aux États-Unis, la Chrysler Airflow donne le là en 1934 aussi, tandis qu'en France, Peugeot inaugure en 1935 ses "fuseaux Sochaux" en adaptant cette nouveauté sur ses 402 dont la calandre intègre les phares. Fiat sort la Topolino et la Simca-5 un an plus tard. En 1936, Panhard inaugure sa phénoménale (aero)Dynamic toute en rondeurs baroques. En réponse à la 402 Peugeot, la Dynamic orne ses phares de petites calandres. Dans la deuxième partie des années 1930, les calandres bombées deviennent donc l'alternative aux calandres inclinées avant que ne déferle la vague des calandres américaines en V (parfois appelées baleines) inaugurées par la Lincoln Zephyr de 1936 et importées en Europe par Ford-Cologne et Matford, puis les calandres séparées par un mufle central comme la nouvelle Zephyr de 1938. Peu après, dopés par la reprise économique de leur continent, les stylistes américains se déchaînent en une débauche de grilles chromées baroques qui durera jusqu'à l'aube des années 1960 et dont l'île de Cuba s'est faite le conservatoire.
Dans les années 1930 et 1940, les constructeurs automobiles américains deviennent donc particulièrement créatifs, parfois outrageusement. Certains des dessins sont en forme de cloche (Buick, Chevrolet et Pontiac), scindés et légèrement pliés (Silver Arrow,Mercury, Oldsmobile en 1946), en forme de croix (modèles d'avant-guerre Studebaker Champion, Cadillac 1941, Ford 1942). À l'opposé, certains constructeurs de niche qui visent une clientèle traditionaliste ou classicisante comme Packard, Isotta-Fraschini, Rolls-Royce ou Hispano-Suiza ont conservé avec obstination leurs calandre droites en forme de colonnade à fronton de temple grec, si peu aérodynamiques mais aussi chromées et ostentatoires que les autres à leur manière. Les unes et les autres illustrant la contradiction d'une identité marketing qui s'affirme au détriment des progrès de l'aérodynamisme comme de l'économie de carburant et de matière première, pour ne pas parler d'esthétique. Sauf exception, les constructeurs européens n'avaient pas cédé à ces excès jugés parfois sévèrement par la presse spécialisée et les caricaturistes.
Les calandres prennent un nouvel aspect après la seconde Guerre Mondiale. À la suite de la mode ponton et de l'introduction des Buick, Studebaker et Kaiser en 1947, elles deviennent moins hautes et plus larges pour s'adapter à l'uniformisation de la ligne du capot et des ailes, et bientôt les calandres de la plupart des constructeurs de masse passent du vertical à l'horizontal. Beaucoup d'entre eux abandonnent leur museau maison au profit d'un modernisme traduit par une modification radicale de son apparence, voire la suppression de la calandre comme Panhard avec ses Dyna Z ou Citroën avec sa révolutionnaire DS.

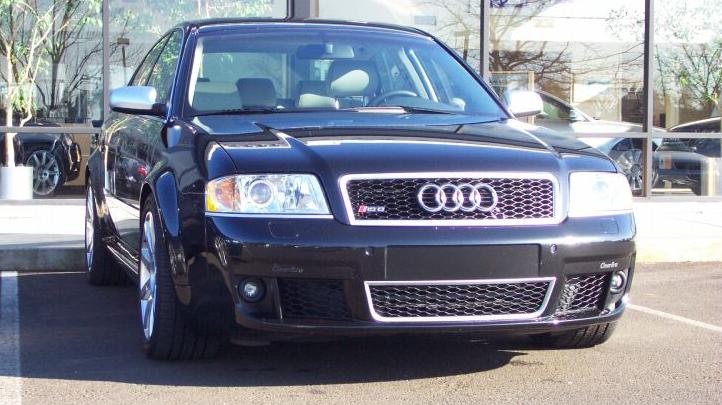
Ensemble de deux calandres rectangulaires sur l'Audi S6 de 2002, communément appelé Double Frame.